# Gouvernement Emsis
 (septembre 2023).
Si vous disposez d'ouvrages ou d'articles de référence ou si vous connaissez des sites web de qualité traitant du thème abordé ici, merci de compléter l'article en donnant les références utiles à sa vérifiabilité et en les liant à la section « Notes et références ».
République de Lettonie
Repše Kalvītis I
Le gouvernement Emsis (en letton : Emša Ministru kabinets) est le gouvernement de la République de Lettonie entre le 9 mars et le 2 décembre 2004, durant la huitième législature de la Diète.

## Coalition et historique
Dirigé par le nouveau Premier ministre écologiste Indulis Emsis, ce gouvernement est formé par une coalition de centre droit entre le Parti populaire (TP), l'Union des verts et des paysans (ZZS) et le Premier Parti de Lettonie (LPP). Ils disposent ensemble de 42 députés sur 100 à la Diète. Le gouvernement dispose du soutien sans participation du Parti de l'harmonie nationale (TSP), qui détient 17 députés.
Il est formé à la suite de la démission d'Einars Repše et succède au gouvernement Repše, formé de la Nouvelle Ère (JL), la ZZS et Pour la patrie et la liberté/LNNK (TB/LNNK). Les désaccords entre le Premier ministre et le LPP ont conduit ce dernier à se retirer de la coalition le 29 janvier 2004, entraînant la chute du cabinet. Il s'agit du premier gouvernement dirigé par un écologiste au monde. La Diète ayant rejeté son projet de budget pour l'année 2005 par 53 voix contre et 39 pour, Emsis remet sa démission. Aigars Kalvītis, membre du TP constitue alors son premier gouvernement avec la JL, la ZZS et le LPP.

## Composition
| Fonction                                                         | Titulaire | Titulaire                                                                 | Parti |
| ---------------------------------------------------------------- | --------- | ------------------------------------------------------------------------- | ----- |
| Premier ministre                                                 |           | Indulis Emsis                                                             | ZZS   |
| Vice-Premier ministre Ministre des Transports                    |           | Ainārs Šlesers                                                            | LPP   |
| Ministre de la Défense                                           |           | Atis Slakteris                                                            | TP    |
| Ministre des Affaires étrangères                                 |           | Rihards Pīks (jusqu'au 19/07/2004) Artis Pabriks (à partir du 21/07/2004) | TP    |
| Ministre de l'Enfance et de la Famille                           |           | Ainars Baštiks (à partir du 27/05/2004)                                   | LPP   |
| Ministre des Affaires économiques                                |           | Juris Lujāns                                                              | LPP   |
| Ministre des Finances                                            |           | Oskars Spurdziņš                                                          | TP    |
| Ministre de l'Intérieur                                          |           | Ēriks Jēkabsons                                                           | LPP   |
| Ministre de l'Éducation et de la Science                         |           | Juris Radzevičs                                                           | LPP   |
| Ministre de la Culture                                           |           | Helena Demakova                                                           | TP    |
| Ministre du Bien-être social                                     |           | Dagnija Staķe                                                             | ZZS   |
| Ministre du Développement régional et des Affaires locales       |           | Andrejs Radzevičs                                                         | Sans  |
| Ministre de la Justice                                           |           | Vineta Muižniece                                                          | TP    |
| Ministre de la Santé                                             |           | Intérim de Indulis Emsis                                                  | ZZS   |
| Ministre de la Santé                                             |           | Rinalds Muciņš (à partir du 25/03/2004)                                   | Sans  |
| Ministre de l'Environnement                                      |           | Raimonds Vējonis                                                          | ZZS   |
| Ministre de l'Agriculture                                        |           | Mārtiņš Roze                                                              | ZZS   |
| Ministre sans portefeuille Chargé de l'Enfance et de la Famille  |           | Ainars Baštiks (jusqu'au 27/05/2004)                                      | LPP   |
| Ministre sans portefeuille Chargé de l'Intégration de la société |           | Nils Muižnieks                                                            | LPP   |